# Ümmühan Uçar
Ümmühan Uçar, née le 1er janvier 1986 est une haltérophile turque.

## Palmarès

### Championnats d'Europe d'haltérophilie
- Championnats d'Europe d'haltérophilie 2011 à Kazan
  -  Médaille d'argent au total en plus de 75 kg.
  -  Médaille d'argent à l'arraché en plus de 75 kg.
  -  Médaille d'argent à l'épaulé-jeté en plus de 75 kg.
- Championnats d'Europe d'haltérophilie 2010 à Minsk
  -  Médaille de bronze à l'arraché en plus de 75 kg.